# Aleksandr Kletskov
Aleksandr Kletskov (russisch Александр Клецков/Alexander Klezkow; * 27. September 1985 in der Usbekischen SSR, Sowjetunion) ist ein ehemaliger usbekischer Fußballspieler russischer Abstammung.

## Karriere

### Verein
Kletskov startete seine Profifußballkarriere 2004 beim usbekischen Verein Paxtakor Taschkent und spielte hier bis zum Jahr 2008. Anschließend wechselte er zum Frühjahr 2009 zum chinesischen Verein Jiangsu Sainty. Nach einem Jahr kehrte er zu Paxtakor Taschkent und wechselte innerhalb eines Jahres wieder nach China. Dieses Mal heuerte er bei Tianjin Teda an. Zum Sommer 2011 kehrte er zum zweiten Mal zu Paxtakor Taschkent zurück und spielte hier eine Spielzeit lang. Zum Frühjahr 2013 wechselte Kletskov zum Ligarivalen FK Dinamo Samarkand und war hier bis zum Sommer aktiv.
Für die Saison 2013/14 wechselte Kletskov in die türkische TFF 1. Lig zum Absteiger Orduspor. Da er usbekischer Staatsbürger ist, wird er hier unter einem gesonderten Status für Fußballspieler der Turkstaaten spielen und somit kein regulären Ausländerplatz belegen. Dieser Wechsel kam in letzter Instanz nicht zustande.

### Nationalmannschaft
Während seiner Tätigkeit beim aserbaidschanischen Verein Paxtakor Taschkent wurde Kletskov für die  der Usbekische Nationalmannschaft nominiert und gehörte eine Zeitlang zu den regelmäßig nominierten Spielern.

## Erfolge
Paxtakor Taschkent
- Usbekischer Meister: 2005, 2006, 2007
- Usbekischer Fußballpokalsieger: 2005, 2006, 2007, 2009